# Duvaucelia manicata
Duvaucelia manicata (Deshayes, 1853)  è un mollusco nudibranco appartenente alla famiglia Tritoniidae.

## Biologia
Si nutre prevalentemente di coralli del genere Cornularia.

## Distribuzione e habitat
Vive in acque poco profonde e difficilmente scende oltre i 10 m.